# Hemonia rotundata
Hemonia rotundata là một loài bướm đêm thuộc phân họ Arctiinae, họ Erebidae.